# Know (album)
Know (cách điệu Know.) là album phòng thư thứ sáu của ca sĩ-nhạc sĩ người Mỹ Jason Mraz. Album được phát hành vào ngày 10 tháng 8 năm 2018 bởi Atlantic Records.

## Danh sách track
| STT | Nhan đề                                          | Sáng tác | Producer(s)                                    | Thời lượng |
| --- | ------------------------------------------------ | --- | ---------------------------------------------- | ---------- |
| 1.  | "Let's See What the Night Can Do"                | Jason Mraz Jon Green                                                                                                   | Andrew Wells                                   | 4:05       |
| 2.  | "Have It All"                                    | Mraz David Hodges Jacob Kasher Hindlin Mona Tavakoli Chaska Lela Potter Mai Sunshine Bloomfield Rebecca Emily Gebhardt | Hodges Wells Kasher                            | 3:46       |
| 3.  | "More than Friends" (hợp tác với Meghan Trainor) | Mraz Green Wells Meghan Trainor                                                                                        | Wells                                          | 3:01       |
| 4.  | "Unlonely"                                       | Mraz Scott Harris Emily Warren                                                                                         | Wells                                          | 3:51       |
| 5.  | "Better with You"                                | Mraz John Alagía Tofer Brown                                                                                           | Alagia Wells                                   | 2:41       |
| 6.  | "No Plans"                                       | Mraz Ammar Malik | Wells                                          | 2:28       |
| 7.  | "Sleeping to Dream"                              | Mraz Peter Stuart | Wells                                          | 3:42       |
| 8.  | "Making It Up"                                   | Mraz Bob Schneider | Wells Jalhay                                   | 2:53       |
| 9.  | "Might as Well Dance"                            | Mraz | André de Santanna Wells [a]                    | 3:56       |
| 10. | "Love Is Still the Answer"                       | Mraz Dan Wilson | Wilson John Sinclair [a] Brian W. Brundage [a] | 6:06       |

| Track tặng thêm ở Nhật Bản | Track tặng thêm ở Nhật Bản                                          | Track tặng thêm ở Nhật Bản                              | Track tặng thêm ở Nhật Bản |
| STT                        | Nhan đề                                                             | Sáng tác                                                | Thời lượng                 |
| -------------------------- | ------------------------------------------------------------------- | ------------------------------------------------------- | -------------------------- |
| 11.                        | "The Other Side"                                                    | Mraz Michael Pollack Michael Matosic                    | 2:53                       |
| 12.                        | "Have It All" (Easy Star All-Stars & Michael Goldwasser Reggae Mix) | Mraz Hodges Hindlin Tavakoli Potter Bloomfield Gebhardt | 4:20                       |
| Tổng thời lượng:           | Tổng thời lượng:                                                    | Tổng thời lượng:                                        | 43:45                      |

Notes
- ^a  thêm nhà sản xuất

## Bảng xếp hạng
| Bảng xếp hạng (2018)                | Vị trí cao nhất |
| ----------------------------------- | --------------- |
| Album Úc (ARIA)                     | 39              |
| Album Áo (Ö3 Austria)               | 24              |
| Album Bỉ (Ultratop Vlaanderen)      | 28              |
| Album Bỉ (Ultratop Wallonie)        | 46              |
| Album Canada (Billboard)            | 10              |
| Album Hà Lan (Album Top 100)        | 5               |
| Album Đức (Offizielle Top 100)      | 27              |
| Album Hungaria (MAHASZ)             | 15              |
| Japan Hot Albums (Billboard Japan)  | 11              |
| Album Nhật Bản (Oricon)             | 22              |
| Album Na Uy (VG-lista)              | 37              |
| Album Scotland (OCC)                | 46              |
| South Korean Albums (Gaon)          | 30              |
| Spanish Albums (PROMUSICAE)         | 26              |
| Album Thụy Sĩ (Schweizer Hitparade) | 14              |
| Album Anh Quốc (OCC)                | 46              |
| US Billboard 200                    | 9               |

## Lịch sử phát hành
| Vùng           | Ngày                | Định dạng    | Nhãn     |
| -------------- | ------------------- | ------------ | -------- |
| Nhiều quốc gia | 10 tháng 8 năm 2018 | CD, tải nhạc | Atlantic |